# Cyberchase
Cyberchase es una serie animada, coproducida por Canadá y Estados Unidos para niños de entre 6 y 12 años que enseña matemáticas discretas a los niños. La serie toma acción en el ciberespacio, un mundo virtual, y crónicas las aventuras de tres niños, Jackie, Matt, e Inez, mientras ellos utilizan las matemáticas y las experiencias de resolución de problemas para salvar el ciberespacio y su líder, Motherboard, del Hacker, el villano. Cyberchase ha recibido comentarios generalmente positivas y ganó numerosos premios. El programa se transmite en PBS y PBS Kids GO! en inglés y V-me en español en los Estados Unidos.
La decimocuarta temporada de Cyberchase se estrenó el 21 de abril de 2023.

## Argumento
Las estrellas del programa son los tres Terrícolas matemáticos: Jackie, Matt e Inez, y Digit, un cyborg-pájaro. La serie toma acción en el Ciberespacio, el medio electrónico de las redes informáticas, en el que la comunicación en línea toma acción, Casi cómo planetas llamado "Cibersitios", que se basan en lugares tales como el Antiguo Egipto, el Viejo Oeste Americano, Grecia mitológica, y el Carnaval. La guardiana de todo el Ciberespacio es Motherboard; su reparador es Dr. Marbles. Los tres niños y Digit utilizan las matemáticas y las experiencias de resolución de problemas para detener las malas acciones del Hacker, un villano que irrumpe en la placa base de Motherboard y sus redes, y sus dos secuaces cyborg, Buzz y Delete.
Cada episodio de Cyberchase es seguido por "Cyberchase en el Mundo Real (en inglés: Cyberchase for Real)", un suplemento de conceptos vinculares educativos para que lo que el espectador aprendió en el programa sea aplicado en sus experiencias de la vida real. Los actores Bianca DeGroat y Harry Matthew A. Wilson están en sus treinta años, pero divertidamente actúan de una manera similar a la edad del público objetivo. "El Mundo Real" fue producido por WNET dentro y alrededor de la Ciudad de Nueva York después de la producción que se completó en los segmentos animados.

## Personajes

### Protagonistas
- Jackie
- Matt
- Inez
- Digit

### Personajes Secundarios
- Motherboard
- Dr. Marbles
- Widget

### Antagonistas
- El Hacker
- Buzz
- Delete

### Mundo Real
- Bianca DeGroat
- Harry Wilson

## Episodios

### Primera Temporada: 2002
- Buscando a Marbles
- Castleblanca
- La Ciudad Justa
- Aventuras En La Nieve (AKA Un Día Nevado)
- Pradera Sensibles
- El Desafío de Zeus
- El Caso Poddleville (Piloto)
- Y Contaron Felices Para Siempre
- El Reloj Egipcio (AKA El Tiempo Egipcio)
- Los Secretos de la Simetría
- Un Día en el Spa
- Buena Suerte (AKA Vaya Suerte)
- Eureka
- Problemas de Temperatura
- La Búsqueda de las Luciérnagas (AKA ¡Encuentre las Luciérnagas!)
- Nombreclave: Icky (AKA Alias Icky)
- El Regreso a Pradera Sensibles
- Problemas en Shangri-La
- Envía Los Clones
- ¿Qué Quieres a Cambio?
- Menos Que Cero (AKA Menor Que Cero)
- Modelo de Comportamiento
- La Fortaleza de Hacker (AKA La Fortaleza de Actitud)
- Problemas de Escalas (AKA Problemas de Tamaño)
- La Batalla de los Equivalentes
- Fuera de Sincro

### Segunda Temporada: 2003
- Abrazos Y Brujas
- Problemas de Área (AKA Totalmente Radicall)
- Harriet Hippo y El Hechizo Verde (AKA Harriet Hippo y El Verde Malvado O Harriet el Hipopótamo y la Maldición Verde)
- Colores Verdaderos
- Ivanca, la Invencible (AKA Todos Los Ángulos Rectos)
- El Día de la Madre
- El Ojo de Rom
- Un Cuento de Ballenas
- Doble Problema
- Elevando las Barras
- Una Boda Muy Especial (AKA La Boda Falsa)
- ¿Quién Es El Culpable? (AKA La Fiesta del Culpable)
- A La Cocina Con Digit (AKA Momento de Cocinar)
- Noche de Brujas (AKA Dulce o Truco O Truco o Golosina)

### Tercera Temporada: 2004
- EcoMundo (AKA El Cibersitio EcoMundo)
- El Robot De Los Anillos (AKA El Borg del Anillo)
- Un Mundo Sin Cero (AKA Un Mundo Sin El Cero)
- Cuestión de Porcentajes
- El Gran Kahuna (AKA Creech Será Coronada)
- Las Uvas de la Verdad
- Encastre Perfecto (AKA Un Encastre Perfecto)
- Seamos Razonables
- El Snelfu Snafu-Parte 1 (AKA Una Tarea Difícil-Parte 1)
- El Snelfu Snafu-Parte 2 (AKA Una Tarea Difícil-Parte 2)
- Shari Spotter y Los Panecillos Cósmicos (AKA Shari Spotter y Los Panes Cósmicos)
- Noche Estrellada (AKA La Noche Estrella)

### Cuarta Temporada: 2005
- Malabares Con Dinero
- Los Factores de la Búsqueda (AKA El Factor Icky)
- Lágrimas de Pingüino (AKA Lágrimas de los Pingüinos)
- Predicción de Pasado Perfecto (AKA La Predicción del Pasado)
- Medida Por Medida
- Malas Artes (AKA Un Cambio del Arte)
- El Caso de la Memoria Perdida
- Un Pliegue Al Tiempo (AKA Una Arruga en El Tiempo)
- Escobas Al Ataque (AKA Una Escoba Propia)
- Día de Gracias en Tikiville

### Quinta Temporada: 2006
- El Baile de Noche de Brujas
- Limpieza Fondo (AKA Una Barrida)
- El Sr. Perfecto
- Lodo Milagroso (AKA El Lodo de EcoMundo)
- El Hado Robodrino (AKA El hada Borgdina)
- Los Parallinis Voladores
- Claro Como Cristal
- En El Interior del Hacker
- En Línea (AKA En La Línea)
- Una Fracción de Oportunidad

### Sexta Temporada: 2007-2008
- La Fiesta Sorpresa de Digit (AKA La Sorpresa de Cumpleaños de Digit)
- La Noche Que Los Pingüinos Vuelan (AKA Cuando Vuelan Los Pingüinos)
- Con Final Infeliz (AKA Infelices Para Siempre)
- Fuga del Laberinto de Merlín (AKA Escape del Laberinto de Merlín)
- Paso A Paso
- Espíritu de Equipo
- El Juego de Jimaya
- Jugable Perfecto (AKA Calificación Perfecta)
- El Caos de Siempre (AKA Caos Como Siempre)
- Las Esferas de Los Miedos (AKA Esferas de Miedos)

### Séptima Temporada: 2009
- Lo Que la Niebla Desapareció (AKA Se Los Llevó la Niebla)
- El Emperador Tiene Ropas de Nieve
- El Factor X
- Cuando Sopla El Viento
- El Día del Padre
- Misterio En Golftofía (AKA El Dedaleón)
- Hechizado

### Octava Temporada: 2010
- El Desafío de Hacker
- Ciberveloces (Ciberfréntate)
- Amor, Paz, y Hackermidad
- ¡Hackerizado!
- El Pájaro Azul de la Intensidad

### Novena Temporada: 2013-2014
- Un Asunto de Erizo
- Volviéndose Solar
- Fluencia de Basura
- La Película de Cyberchase

### Décima Temporada: 2015
- Apto Para Ser Héroes
- Una Receta Para El Caos
- Un Negocio Sórdido
- Parques y Recreación
- Embotellado

### Undécima Temporada: 2017-2018
- Vatios de Problemas de Halloween
- El Dilema de las Criaturas de Creech
- Un Misterio Turbio en Mermaidos
- Plantasaurio!
- Una Víspera de Reinicio Para Recordar
- Fiesta de Inauguración
- La Invasión de la Flor Funky
- Una Esperanza Renovable
- La Situación de la Migración
- Regreso al Futuro de Canalia

### Duodécima Temporada: 2019-2020
- Odisea de Desechos Espaciales
- Día de Dar Gracias
- Un Jardín Crece en Botlyn
- Murciélagos Perdidos en Pradera Sensibles
- Problemas de Agua
- Agitación del Suelo
- Hacker Abraza Un Árbol
- En Busca del Prisma del Poder
- Compostaje en el Embrague
- Un Enigma de Campamento
- Viaje de las Mil Millas de Alimentos

### Decimotercera Temporada: 2022
- Parada de Pato
- El Aire Libre
- Dolor de Coral
- Sostenible Por Diseño
- La Brillante Idea del Hacker
- Buzz y El Árbol
- Los Bribones Melodiosos
- Vivir en Desarmonía
- Problemas de Tráfico
- Nace Un Jardín